# Chiasmodon
Genre
Synonymes
- Chiasmodus Günther, 1864[1]
- Ponerodon Alcock, 1890[1]

Chiasmodon est un genre de poissons abyssaux de la famille des Chiasmodontidae. 

## Liste d'espèces
Selon World Register of Marine Species (14 février 2021) :
- Chiasmodon asper Melo, 2009
- Chiasmodon braueri Weber, 1913
- Chiasmodon harteli Melo, 2009
- Chiasmodon microcephalus Norman, 1929
- Chiasmodon niger Johnson, 1864 - espèce type[2]
- Chiasmodon pluriradiatus Parr, 1933
- Chiasmodon subniger Garman, 1899

## Publication originale
- (en) James Yate Johnson, « Descriptions of three new genera of marine fishes obtained at Madeira », Proceedings of the Zoological Society of London, Londres, ZSL, vol. 1863,‎ 1863, p. 403-410 (ISSN 0370-2774, OCLC 1779524, BNF 32843178, lire en ligne).